# Film i 2013
Film i 2013 er en opgørelse over de film der er udkommet i 2013, samt en redegørelse over andre filmrelaterede emner i 2013.

## Film med højeste indtjening
Top ti over de film der har indtjent flest penge på verdensplan er som følger:
| Rangering | Titel                               | Studie                        | Verdensomspændende indtjening |
| --------- | ----------------------------------- | ----------------------------- | ----------------------------- |
| 1         | Frost                               | Disney                        | $1,277,152,791                |
| 2         | Iron Man 3                          | Marvel Studios                | $1,215,439,994                |
| 3         | Despicable Me 2                     | Universal / Illumination      | $970,761,885                  |
| 4         | The Hobbit: The Desolation of Smaug | Warner Bros. / New Line / MGM | $960,366,855                  |
| 5         | The Hunger Games: Catching Fire     | Lionsgate                     | $864,912,963                  |
| 6         | Fast & Furious 6                    | Universal                     | $788,679,850                  |
| 7         | Monsters University                 | Disney / Pixar                | $743,559,607                  |
| 8         | Gravity                             | Warner Bros.                  | $716,392,705                  |
| 9         | Man of Steel                        | Warner Bros. / Legendary      | $668,045,518                  |
| 10        | Thor: The Dark World                | Marvel Studios                | $644,783,140                  |

## Begivenheder
- 2. AACTA International Awards
- 19. Screen Actors Guild Awards
- 33. Golden Raspberry Awards
- 63. Berlin International Film Festival
- 66. British Academy Film Awards
- 70. Golden Globe Awards
- 70. Venice International Film Festival
- 85. Academy Awards
- Cannes Film Festival 2013
- MTV Movie Awards 2013
- Scream Awards 2013
- Toronto International Film Festival 2013
- Bodiluddelingen 2013
- Robertprisen 2013

## Film i 2013

### Januar – marts
| Åbning        | Åbning | Titel                                            | Studie                                                                                        | Skuespillere og personale | Genre                                  | Ref.          |
| ------------- | ------ | ------------------------------------------------ | --------------------------------------------------------------------------------------------- | --- | -------------------------------------- | ------------- |
| J A N U A R   | 4      | A Dark Truth                                     | Magnolia Pictures                                                                             | Damian Lee (instruktør/forfatter); Andy Garcia, Kim Coates, Eva Longoria, Forest Whitaker | Action, Thriller                       | [ 2 ]         |
| J A N U A R   | 4      | Table No. 21                                     | Eros International                                                                            | Aditya Datt (instruktør); Jimmy-sen (forfatter); Tena Desae, Rajeev Khandelwal, Paresh Rawal | Action, Thriller                       | [ 3 ]         |
| J A N U A R   | 4      | Texas Chainsaw 3D                                | Twisted Pictures, Nu Image, Millennium Films, Mainline Pictures                               | John Luessenhop (instruktør); Kirsten Elms, Adam Marcus, Debra Sullivan (forfatter); Alexandra Daddario, Dan Yeager, Trey Songz, Scott Eastwood, Tania Raymonde | Horror                                 | [ 4 ]         |
| J A N U A R   | 8      | The Grandmaster                                  | Block 2 Pictures / Jet Tone Films                                                             | Wong Kar-wai (Instruktør/forfatter); Tony Leung Chiu-Wai, Zhang Ziyi, Song Hye-kyo, Chang Chen, Zhao Benshan, Yuen Woo-ping, Xiaoshenyang, Cung Le, Lo Hoi-pang, Leung Siu-lung, Julian Cheung, Lo Mang, Berg Ng | Action, Drama                          | [ 5 ]         |
| J A N U A R   | 10     | Jagten                                           | Film i Väst, Zentropa Entertainments, Magnolia Pictures, Nordisk Film Theatrical Distribution | Thomas Vinterberg (instruktør/forfatter); Tobias Lindholm (forfatter); Mads Mikkelsen; Thomas Bo Larsen; Annika Wedderkopp; Susse Wold; Lars Ranthe | Drama                                  | [ 6 ]         |
| J A N U A R   | 11     | Gangster Squad                                   | Warner Bros.                                                                                  | Ruben Fleischer (instruktør); Will Beall (forfatter); Ryan Gosling, Emma Stone, Sean Penn, Josh Brolin, Robert Patrick, Michael Peña, Giovanni Ribisi, Anthony Mackie, Nick Nolte, Wade Williams, Mireille Enos, Sullivan Stapleton, Frank Grillo | Action, Krimi                          | [ 7 ]         |
| J A N U A R   | 11     | A Haunted House                                  | Open Road Films                                                                               | Michael Tiddes (instruktør); Marlon Wayans, Rick Alvarez (forfatter); Marlon Wayans, Nick Swardson, David Koechner, Essence Atkins, Cedric the Entertainer, Alanna Ubach, Jamie Noel | Komedie, Horror                        | [ 8 ]         |
| J A N U A R   | 11     | Matru Ki Bijlee Ka Mandola                       | Fox Star Studios                                                                              | Vishal Bhardwaj (instruktør/forfatter); Abhishek Chaubey (forfatter); Imran Khan, Anushka Sharma, Pankaj Kapur, Shabana Azmi, Arya Babbar, Aamir Khan, Ajay Devgan | Romantisk komedie                      | [ 9 ]         |
| J A N U A R   | 18     | Broken City                                      | 20th Century Fox                                                                              | Allen Hughes (instruktør); Brian Tucker (forfatter); Mark Wahlberg, Russell Crowe, Catherine Zeta-Jones, Barry Pepper, Kyle Chandler, Natalie Martinez, Justin Chambers, Alona Tal, Jeffrey Wright, Catherine Kim Poon, Justin Chambers, Alona Tal, James Rawlings, James Ransone, Judd Lormand | Krimi                                  | [ 10 ]        |
| J A N U A R   | 18     | LUV                                              | Indomina Media                                                                                | Sheldon Candis (director/screenplay); Common, Dennis Haysbert, Danny Glover, Charles S. Dutton, Meagan Good | Drama                                  | [ 11 ]        |
| J A N U A R   | 18     | Mama                                             | Universal Pictures                                                                            | Andres Muschietti (instruktør/forfatter); Neil Cross, Barbara Muschietti (forfatter); Jessica Chastain, Nikolaj Coster-Waldau | Horror, Thriller                       | [ 12 ]        |
| J A N U A R   | 18     | Officer Down                                     | Anchor Bay Films                                                                              | Brian A Miller (director); John Chase (screenplay); Stephen Dorff, Dominic Purcell, David Boreanaz, Soulja Boy, Stephen Lang, James Woods, Walton Goggins, Tommy Flanagan, Oleg Taktarov, Johnny Messner | Action                                 | [ 13 ]        |
| J A N U A R   | 18     | The Last Stand                                   | Lionsgate                                                                                     | Kim Jee-Woon (instruktør); Andrew Knauer, Jeffrey Nachmanoff (forfatter); Arnold Schwarzenegger, Forest Whitaker, Peter Stormare, Jaimie Alexander, Rodrigo Santoro, Zach Gilford, Johnny Knoxville, Harry Dean Stanton, Luis Guzmán, Génesis Rodríguez, Daniel Henney | Action, Krimi                          | [ 14 ]        |
| J A N U A R   | 25     | Hansel and Gretel: Witch Hunters                 | Paramount Pictures / MTV Films / MGM                                                          | Tommy Wirkola (instruktør/forfatter); Dante Harper (forfatter); Jeremy Renner, Gemma Arterton, Zoe Bell, Famke Janssen, Peter Stormare, Ingrid Bolso Berdal, Thomas Mann | Action, Horror, Fantasy                | [ 15 ]        |
| J A N U A R   | 25     | John Dies at the End                             | M3 Alliance / M3 Creative / Midnight Alliance                                                 | Don Coscarelli (instruktør/forfatter); Paul Giamatti, Clancy Brown, Glynn Turman, Doug Jones, Daniel Roebuck, Jimmy Wong, Angus Scrimm | Komedie, Horror                        | [ 16 ]        |
| J A N U A R   | 25     | Knife Fight                                      | IFC Films                                                                                     | Bill Guttentag (instruktør/forfatter); Chris Lehane (forfatter); Rob Lowe, Carrie-Anne Moss, Jamie Chung, Richard Schiff, Eric McCormack, Julie Bowen, Jennifer Morrison, Amanda Crew, Saffron Burrows, Shirley Manson, Davey Havok | Politisk Thriller                      | [ 17 ]        |
| J A N U A R   | 25     | Movie 43                                         | Relativity Media                                                                              | Patrik Forsberg (instruktør/forfatter); Elizabeth Banks, Steven Brill, Steve Carr, Rusty Cundieff, James Duffy, Griffin Dunne, Peter Farrelly, James Gunn, Bob Odenkirk, Brett Ratner, Jonathan van Tulleken (instruktører); Steve Baker, Will Carlough, Matt Portenoy, Greg Pritikin, Rocky Russo, Jeremy Sosenko, Elizabeth Wright Shapiro (forfatter); Hugh Jackman, Emma Stone, Gerald Butler, Chloe Grace Moretz, Elizabeth Banks, Kristen Bell, Naomi Watts, Anna Faris, Chris Pratt, Kate Winslet, Josh Duhamel, Richard Gere, Uma Thurman, Halle Berry, Patrick Warburton, Christopher Mintz-Plasse, Liev Schreiber, Seann William Scott, Jason Sudeikis, Kate Bosworth, Bobby Cannavale, Justin Long, J.B. Smoove, Kieran Culkin, Leslie Bibb, Terrence Howard, Jack McBrayer, Tony Shalhoub, Matt Walsh, Stephen Merchant, Jimmy Bennett, Emily Alyn Lind, Jeremy Allen White | Komedie                                | [ 18 ]        |
| J A N U A R   | 25     | Parker                                           | FilmDistrict                                                                                  | Taylor Hackford (director); John McLaughlin (screenplay); Jason Statham, Jennifer Lopez, Bobby Cannavale, Clifton Collins, Jr., Wendell Pierce, Michael Chiklis, Nick Nolte, Sala Baker | Krimifilm, Action                      | [ 19 ]        |
| J A N U A R   | 25     | Race 2                                           | Tips Music Films                                                                              | Abbas-Mustan (instruktør); Shiraz Ahmed (forfatter); Anil Kapoor, Saif Ali Khan, Deepika Padukone, John Abraham, Jacqueline Fernandez, Ameesha Patel, Rajesh Khattar, Bipasha Basu | Action                                 | [ 20 ]        |
| J A N U A R   | 25     | Television                                       | Chabial                                                                                       | Mostofa Sarwar Farooki (director); Anisul Haque (screenplay); Chanchal Chowdhury, Shahir Kazi Huda, Mosharraf Karim, Iman Lee, Nusrat Imroz Tisha | Drama                                  | [ 21 ]        |
| F E B R U A R | 1      | Bullet to the Head                               | Warner Bros.                                                                                  | Walter Hill (instruktør/forfatter); Alessandro Camon (forfatter); Sylvester Stallone, Sung Kang, Sarah Shahi, Adewale Akinnuoye-Agbaje, Christian Slater, Jason Mamoa, Jon Seda, Brian Van Holt | Action                                 | [ 22 ]        |
| F E B R U A R | 1      | Sound City                                       | Therapy Studios                                                                               | Dave Grohl (instruktør); Mark Monroe (forfatter); | Dokumentar                             | [ 23 ]        |
| F E B R U A R | 1      | Stand Up Guys                                    | Lionsgate                                                                                     | Fisher Stevens (instruktør); Noah Haidle (forfatter); Al Pacino, Christopher Walken, Julianna Margulies, Mark Margolis, Alan Arkin, Bill Burr | Action, Komedie                        | [ 24 ]        |
| F E B R U A R | 1      | The Haunting in Connecticut 2: Ghosts of Georgia | Gold Circle Films                                                                             | Tom Elkins (Instruktør); Dave Coggeshall (forfatter); Chad Michael Murray, Abigail Spencer, Katee Sackhoff, Cicely Tyson, Emily Alyn Lind | Horror                                 | [ 25 ]        |
| F E B R U A R | 1      | Warm Bodies                                      | Summit Entertainment                                                                          | Jonathan Levine (instruktør/forfatter); Nicholas Hoult, Teresa Palmer, Rob Corddry, John Malkovich, Analeigh Tipton, Dave Franco, Cory Hardrict | Komedie, Horror, Romantik              | [ 26 ]        |
| F E B R U A R | 8      | Identity Thief                                   | Universal Pictures                                                                            | Seth Gordon (instruktør); Steve Conrad, Craig Mazin (forfatter); Jason Bateman, Melissa McCarthy, Amanda Peet, John Cho, Clark Duke, Maggie Elizabeth Jones, Mary-Charles Jones, Jon Favreau, Génesis Rodríguez, Eric Stonestreet, T.I., Ben Falcone, Morris Chestnut, Justin Wheelon | Komedie                                | [ 27 ]        |
| F E B R U A R | 8      | I Give It a Year                                 | Working Title Films                                                                           | Dan Mazer (Instruktør/forfatter); Rose Byrne, Anna Faris, Rafe Spall, Simon Baker, Minnie Driver, Stephen Merchant | Komedie                                | [ 28 ]        |
| F E B R U A R | 8      | Side Effects                                     | Open Road Films                                                                               | Steven Soderbergh (instruktør); Scott Z. Burns (forfatter); Rooney Mara, Jude Law, Channing Tatum, Catherine Zeta-Jones, Vinessa Shaw, David Costabile | Krimi, Thriller                        | [ 29 ]        |
| F E B R U A R | 8      | Special 26                                       | Viacom 18 Motion Pictures                                                                     | Neeraj Pandey (Instruktør/forfatter); Akshay Kumar, Kajal Aggarwal, Anupam Kher, Jimmy Shergill, Divya Dutta, Manoj Bajpai, Kharaj Mukherjee, Rajesh Sharma, Kishor Kadam, Deepraj Rana | Krimi                                  | [ 30 ] [ 31 ] |
| F E B R U A R | 8      | Top Gun 3D                                       | Paramount Pictures                                                                            | Tony Scott (instruktør); Jim Cash, Jack Epps Jr. (forfatter); Tom Cruise, Kelly McGillis, Val Kilmer, James Tolkan, Tom Skerritt, Rick Rossovich, Michael Ironside, John Stockwell, Tim Robbins, Whip Hubley, Barry Tubb, David Patterson, Adrian Pasdar, Clarence Gilyard, Jr., Duke Stroud, Linda Rae Jurgens | Action                                 | [ 32 ]        |
| F E B R U A R | 8      | A Glimpse Inside the Mind of Charles Swan III    | American Zoetrope, The Instruktørs Bureau                                                     | Roman Coppola (instruktør/forfatter); Charlie Sheen, Bill Murray, Mary Elizabeth Winstead, Jason Schwartzmann, Aubrey Plaza, Patricia Arquette, Katheryn Winnick | Komedie, Drama                         | [ 33 ]        |
| F E B R U A R | 10     | Journey to the West: Conquering the Demons       | Edko Films                                                                                    | Stephen Chow, Derek Kwok (instruktør); Huang Bo, Shu Qi, Wen Zhang, Show Luo, Chrissie Chau | Action, Komedie                        | [ 34 ]        |
| F E B R U A R | 14     | A Good Day to Die Hard                           | 20th Century Fox                                                                              | John Moore (instruktør); Skip Woods (forfatter); Bruce Willis, Jai Courtney, Sebastian Koch, Yuliya Snigir, Cole Hauser, Amaury Nolasco, Megalyn Echikunwoke, Anne Vyalitsyna, Mary Elizabeth Winstead | Action, Adventure                      | [ 35 ]        |
| F E B R U A R | 14     | Beautiful Creatures                              | Warner Bros.                                                                                  | Richard LaGravenese (instruktør/forfatter); Viola Davis, Alice Englert, Emma Thompson, Emmy Rossum, Jeremy Irons, Alden Ehrenreich, Thomas Mann, Kyle Gallner | Supernatural Drama, Romantik Teen Film | [ 36 ]        |
| F E B R U A R | 14     | Escape from Planet Earth                         | The Weinstein Company                                                                         | Cal Brunker (instruktør/forfatter); Bob Barlen, Tony Leech, Cory Edwards (forfatter); Brendan Fraser, Rob Corddry, Jessica Alba, William Shatner, Sarah Jessica Parker, Jane Lynch, Paul Reubens, Sofia Vergara, George Lopez, Craig Robinson | Animation,Komedie, Family, Sci-fi      | [ 37 ]        |
| F E B R U A R | 14     | Safe Haven                                       | Relativity Media                                                                              | Lasse Hallström (instruktør); Dana Stevens, Leslie Bohem (forfatter); Josh Duhamel, Julianne Hough, David Lyons, Cobie Smulders, Mimi Kirkland, Noah Lomax, Mike Pniewski | Drama, Romantik                        | [ 38 ]        |
| F E B R U A R | 15     | Escape from Planet Earth                         | The Weinstein Company                                                                         | Cal Brunker (instruktør/forfatter); Bob Barlen, Tony Leech, Cory Edwards (screenplay); Brendan Fraser, Rob Corddry, Jessica Alba, William Shatner, Sarah Jessica Parker, Jane Lynch, Sofía Vergara, George Lopez, Craig Robinson | Komdie, Familie, Sci-fi                | [ 37 ]        |
| F E B R U A R | 22     | Bless Me, Ultima                                 | Arenas Entertainment                                                                          | Carl Franklin (instruktør/forfatter); Míriam Colón, Benito Martinez, Dolores Heredia, Cástulo Guerra | Drama                                  | [ 39 ]        |
| F E B R U A R | 22     | Dark Skies                                       | Dimension Films                                                                               | Scott Stewart (instruktør/forfatter); Keri Russell, Josh Hamilton, Dakota Goyo | Horror, Sci-fi                         | [ 40 ]        |
| F E B R U A R | 22     | Kai Po Che!                                      | UTV Motion Pictures                                                                           | Abhishek Kapoor (instruktør/forfatter); Chetan Bhagat (screenplay); Sushant Singh Rajput, Amit Sadh, Raj Yadav, Amrita Puri, Ajay Jadeja | Drama, Musical                         | [ 41 ]        |
| F E B R U A R | 22     | Snitch                                           | Summit Entertainment                                                                          | Ric Roman Waugh (instruktør/forfatter); Justin Haythe (forfatter); Dwayne Johnson, Susan Sarandon, Benjamin Bratt, Barry Pepper | Action                                 | [ 42 ]        |
| F E B R U A R | 22     | To the Wonder                                    | Magnolia Pictures                                                                             | Terrence Malick (Instruktør/forfatter); Ben Affleck, Olga Kurylenko, Rachel McAdams, Javier Bardem, Charles Baker, Romina Mondello | Romantisk drama                        | [ 43 ]        |
| M A R T S     | 1      | 21 & Over                                        | Relativity Media                                                                              | Jon Lucas, Scott Moore (instruktør/forfatter); Miles Teller, Justin Chon, Skylar Astin, Sarah Wright, François Chau, Jonathan Keltz, Daniel Booko, Dustin Ybarra | Komedie                                | [ 44 ]        |
| M A R T S     | 1      | I, Me Aur Main                                   | Reliance Entertainment                                                                        | Kapil Sharma (instruktør/forfatter); Shrishti Behl Arya (forfatter); John Abraham, Prachi Desai, Chitrangada Singh, Zarina Wahab, Raima Sen | Drama, Musical                         |               |
| M A R T S     | 1      | Jack the Giant Slayer                            | Warner Bros. / New Line Cinema                                                                | Bryan Singer (instruktør); Dan Studney, Darren Lemke, Christopher McQuarrie (forfatter); Nicholas Hoult, Eleanor Tomlinson, Stanley Tucci, Ewan McGregor, Bill Nighy, Ian McShane, Eddie Marsan, John Kassir | Action, Eventyr, Fantasy               | [ 45 ]        |
| M A R T S     | 1      | Phantom                                          | RCR Media Group                                                                               | Todd Robinson (instruktør/forfatter); Ed Harris, David Duchovny, William Fichtner, Sean Patrick Flanery | Krimi                                  | [ 46 ]        |
| M A R T S     | 1      | Stoker                                           | Fox Searchlight Pictures                                                                      | Park Chan-wook (instruktør); Wentworth Miller (forfatter); Mia Wasikowska, Nicole Kidman, Matthew Goode, Dermot Mulroney, Jacki Weaver, Alden Ehrenreich, Lucas Till | Thriller                               | [ 47 ]        |
| M A R T S     | 1      | The Attacks of 26/11                             | Eros International                                                                            | Ram Gopal Varma (instruktør/Forfatter); Rommel Rodrigues (forfatter); Nana Patekar, Sanjeev Jaiswal, Atul Kulkarni, Jitendra Joshi, Saad Orhaan, Ashish Bhatt, Ganesh Yadav, Farzad Jehani | Docudrama                              | [ 48 ]        |
| M A R T S     | 1      | The Last Exorcism Part II                        | CBS Films                                                                                     | Ed Gass-Donnelly (instruktør/forfatter); Damien Chazelle (forfatter); Ashley Bell, Spencer Treat Clark, Muse Watson, Louis Herthum, Judd Lormand | Horror, Thriller                       | [ 49 ]        |
| M A R T S     | 8      | Dead Man Down                                    | FilmDistrict                                                                                  | Niels Arden Oplev (instruktør); J.H. Wyman (forfatter); Colin Farrell, Noomi Rapace, Dominic Cooper, Terrence Howard, Wade Barrett | Action                                 | [ 50 ]        |
| M A R T S     | 8      | Emperor                                          | Lionsgate / Roadside Attractions                                                              | Peter Webber (instruktør); Vera Blasi David Klass (forfatter); Matthew Fox, Tommy Lee Jones, Eriko Hatsune, Toshiyuki Nishida | Drama, krig                            | [ 51 ]        |
| M A R T S     | 8      | I'm So Excited                                   | El Deseo                                                                                      | Pedro Almodóvar (instruktør/forfatter); Javier Cámara, Cecilia Roth, Lola Dueñas, Raúl Arévalo, Miguel Ángel Silvestre, Hugo Silva, Guillermo Toledo, Blanca Suárez, Antonio Banderas, Penélope Cruz, Paz Vega, Carmen Machi | Komedie                                | [ 52 ]        |
| M A R T S     | 8      | Oz the Great and Powerful                        | Walt Disney Pictures                                                                          | Sam Raimi (instruktør); David Lindsay-Abaire, Mitchell Kapner (forfatter); James Franco, Mila Kunis, Michelle Williams, Rachel Weisz, Joey King, Zach Braff, Bruce Campbell, Abigail Spencer, Tony Cox, Bill Cobbs | Fantasy, Eventyr, Familie              | [ 53 ]        |
| M A R T S     | 14     | Goddess                                          | The Film Company                                                                              | Mark Lamprell (instruktør/Forfatter); Joanna Weinberg (forfatter); Magda Szubanski, Ronan Keating, Laura Michelle Kelly, Dustin Clare, Hugo Johnstone-Burt, Corinne Grant, Pia Miranda, Natalie Tran | Romantisk Komedie                      | [ 54 ]        |
| M A R T S     | 15     | Spring Breakers                                  | A24                                                                                           | Harmony Korine (instruktør/forfatter); James Franco, Selena Gomez, Vanessa Hudgens, Ashley Benson, Rachel Korine, Heather Morris, Gucci Mane | Action, Komedie                        | [ 55 ]        |
| M A R T S     | 15     | The Call                                         | TriStar Pictures                                                                              | Brad Anderson (instruktør); Richard D'Ovidio (forfatter); Abigail Breslin, Halle Berry, Morris Chestnut, Michael Eklund, Michael Imperioli, David Otunga | Mysterie                               | [ 56 ]        |
| M A R T S     | 15     | The Incredible Burt Wonderstone                  | Warner Bros. / New Line Cinema                                                                | Don Scardino (instruktør); Chad Kultgen, John Francis Daley, Jonathan M. Goldstein (forfatter); Steve Carell, Jim Carrey, Steve Buscemi, Olivia Wilde, James Gandolfini, Alan Arkin, Gillian Jacobs, Zachary Gordon, Brad Garrett, Jay Mohr, David Copperfield | Komedie                                | [ 57 ]        |
| M A R T S     | 15     | Welcome to the Punch                             | IFC Films                                                                                     | Eran Creevy (instruktør/forfatter); James McAvoy, Mark Strong, Andrea Riseborough, Elyes Gabel, Peter Mullan, David Morrissey, Daniel Mays, Johnny Harris, Dannielle Brent, Jason Flemyng | Krimi                                  | [ 58 ]        |
| M A R T S     | 22     | Admission                                        | Focus Features                                                                                | Paul Weitz (instruktør/forfatter); Karen Croner (forfatter); Tina Fey, Paul Rudd, Michael Sheen, Gloria Reuben, Wallace Shawn, Lily Tomlin | Komedie                                | [ 59 ]        |
| M A R T S     | 22     | Inappropriate Komedie                            | Freestyle Releasing                                                                           | Vince Offer (instruktør/Forfatter); Ari Shaffir, Ken Pringle (forfatter); Rob Schneider, Michelle Rodriguez, Adrien Brody, Lindsay Lohan | Komedie                                | [ 60 ]        |
| M A R T S     | 22     | Love and Honor                                   | IFC Films                                                                                     | Danny Mooney (instruktør); Jim Burnstein, Garrett K. Schiff (forfatter); Liam Hemsworth, Aimee Teegarden, Teresa Palmer, Austin Stowell | Romantik, Drama                        | [ 61 ]        |
| M A R T S     | 22     | Olympus Has Fallen                               | FilmDistrict                                                                                  | Antoine Fuqua (instruktør); Creighton Rothenburger, Katrin Benedikt (forfatter); Gerard Butler, Aaron Eckhart, Morgan Freeman, Rick Yune, Dylan McDermott, Angela Bassett, Radha Mitchell, Robert Forster, Ashley Judd, Melissa Leo | Action                                 | [ 62 ]        |
| M A R T S     | 22     | The Croods                                       | 20th Century Fox / DreamWorks Animation                                                       | Chris Sanders, Kirk DeMicco (instruktørs/forfatter); Nicolas Cage, Ryan Reynolds, Emma Stone, Catherine Keener, Clark Duke, Cloris Leachman | Eventyr, Komedie, Familie              | [ 63 ]        |
| M A R T S     | 27     | G.I. Joe: Retaliation                            | Paramount Pictures / MGM                                                                      | Jon Chu (instruktør); Rhett Reese, Paul Wernick (forfatter); Channing Tatum, Ray Park, Dwayne Johnson, Bruce Willis, Elodie Yung, D.J. Cotrona, Adrianne Palicki, Ray Stevenson, Byung-hun Lee, Jonathan Pryce, RZA, Walton Goggins, Joseph Mazzello, DeRay Davis, Robert Baker, Arnold Vosloo, Luke Bracey | Action, Eventyr, Sci-fi                | [ 64 ]        |
| M A R T S     | 27     | Trance                                           | Fox Searchlight Pictures                                                                      | Danny Boyle (instruktør); John Hodge, Joe Ahearne (forfatter); James McAvoy, Vincent Cassell, Rosario Dawson, Tuppence Middleton, Lee Nicholas Harris | Krimi                                  | [ 65 ]        |
| M A R T S     | 29     | Himmatwala                                       | UTV Motion Pictures                                                                           | Sajid Khan (instruktør/forfatter); Ajay Devgan, Tamannaah, Paresh Rawal, Adhyayan Suman, Zarina Wahab, Leena Jumani, Surveen Chawla, Amruta Khanvilkar, Sayantani Ghosh, Mona Thiba, Dheer Charan Srivastav | Action, Romantik                       | [ 66 ]        |
| M A R T S     | 29     | Temptation: Confessions of a Marriage Counselor  | Lionsgate                                                                                     | Tyler Perry (instruktør/forfatter); Jurnee Smollett, Lance Gross, Robbie Jones, Vanessa Williams, Kim Kardashian, Brandy Norwood, Ella Joyce | Drama, Romantik                        | [ 67 ]        |
| M A R T S     | 29     | The Host                                         | Open Road Films                                                                               | Andrew Niccol (instruktør/forfatter); Saoirse Ronan, Max Irons, Jake Abel, Diane Kruger, William Hurt, Frances Fisher | Sci-fi, Romantik, Teen                 | [ 68 ]        |
| M A R T S     | 29     | The Place Beyond the Pines                       | Focus Features                                                                                | Derek Cianfrance (instruktør/forfatter); Ben Coccio, Darius Marder (forfatter); Ryan Gosling, Bradley Cooper, Rose Byrne, Eva Mendes, Ray Liotta, Bruce Greenwood, Ben Mendelsohn, Dane DeHaan | Krimi, Drama                           | [ 69 ]        |
| M A R T S     | 29     | Wrong                                            | Drafthouse Films                                                                              | Mr. Oizo (instruktør/forfatter); Jack Plotnick, Éric Judor, Alexis Dziena, Steve Little, William Fichtner, Regan Burns, Arden Myrin, Maile Flanagan, Gary Valentine | Komedie                                | [ 70 ]        |

### April – juni
| Åbning    | Åbning | Title                           | Studie                                               | Skuespillere og personale | Genre                       | Ref.          |
| --------- | ------ | ------------------------------- | ---------------------------------------------------- | --- | --------------------------- | ------------- |
| A P R I L | 5      | Evil Dead                       | TriStar Pictures / FilmDistrict                      | Fede Alvarez (instruktør/forfatter); Diablo Cody, Sam Raimi, Rodo Sayagues (forfatter); Jane Levy, Shiloh Fernandez, Lou Taylor Pucci, Elizabeth Blackmore, Jessica Lucas | Horror                      | [ 71 ]        |
| A P R I L | 5      | Jurassic Park 3D                | Universal Pictures                                   | Steven Spielberg (instruktør); Michael Crichton, David Koepp (forfatter); Sam Neill, Laura Dern, Jeff Goldblum, Richard Attenborough, Bob Peck, Martin Ferrero, Joseph Mazzello, Ariana Richards, Samuel L. Jackson, BD Wong, Wayne Knight | Eventyr, Sci-fi             | [ 72 ]        |
| A P R I L | 5      | Settai                          | UTV Motion Pictures                                  | R. Kannan (instruktør/forfatter); G. Dhananjayan, John Mahendran (forfatter); Arya, Anjali, Hansika Motwani, Premji Amaren, N. Santhanam, Nassar, Ali, Sayaji Shinde, Subbu Panchu Arunachalam, Neetu Chandra | Komedie                     | [ 73 ]        |
| A P R I L | 5      | The Brass Teapot                | Magnolia Pictures                                    | Ramaa Mosley (instruktør); Tim Macy (forfatter); Juno Temple, Michael Angarano, Alexis Bledel, Alia Shawkat, Bobby Moynihan, Ben Rappaport, Billy Magnussen | Fantasy, Komedie            | [ 74 ]        |
| A P R I L | 5      | Upstream Color                  | ERBP                                                 | Shane Carruth (instruktør/forfatter); Shane Carruth, Amy Seimetz, Andrew Sensenig, Thiago Martins, Frank Mosley, Meredith Burke, Myles McGee, Kathy Carruth, Carolyn King | Romantik, Thriller          | [ 75 ]        |
| A P R I L | 10     | Fist of Legend                  | Cinema Service                                       | Kang Woo-suk (instruktør); Jang Min-seok (forfatter); Hwang Jung-min, Yoo Jun-sang, Yoon Je-moon, Lee Yo-won, Jung Woong-in, Kwon Hyun-sang | Sport Drama                 | [ 76 ]        |
| A P R I L | 10     | Oblivion                        | Universal Pictures                                   | Joseph Kosinski (instruktør); William Monahan, Michael Arndt, Karl Gajdusek (forfatter); Tom Cruise, Olga Kurylenko, Andrea Riseborough, Morgan Freeman, Nikolaj Coster-Waldau, Melissa Leo, Zoe Bell | Action, Sci-fi              | [ 77 ]        |
| A P R I L | 12     | 42                              | Warner Bros.                                         | Brian Helgeland (instruktør/forfatter); Harrison Ford, Chadwick Boseman, Christopher Meloni, Ryan Merriman, Andre Holland, Kelley Jakle, Brad Beyer, Toby Huss, T. R. Knight, Alan Tudyk, Hamish Linklater, John C. McGinley, Lucas Black, Nicole Beharie, C. J. Nitkowski, Brett Cullen                                                                 | Biografi, Drama, Sport      | [ 78 ]        |
| A P R I L | 12     | Disconnect                      | LD Entertainment                                     | Henry Alex-Rubin (instruktør); Andrew Stern (forfatter); Jason Bateman, Hope Davis, Frank Grillo, Michael Nyqvist, Paula Patton, Andrea Riseborough, Alexander Skarsgård, Max Thieriot, Colin Ford, Jonah Bobo, Haley Ramm | Krimi                       | [ 79 ]        |
| A P R I L | 12     | It's a Disaster                 | Oscilloscope Laboratories                            | Todd Berger (instruktør/forfatter); Rachel Boston, David Cross, America Ferrera, Julia Stiles, Jeff Grace, Erinn Hayes, Kevin M. Brennan, Blaise Miller | Komedie                     | [ 80 ]        |
| A P R I L | 12     | Scary Movie 5                   | Dimension Films                                      | Malcolm D. Lee (instruktør/forfatter); David Zucker, Pat Proft (forfatter); Ashley Tisdale, Simon Rex, Lindsay Lohan, Charlie Sheen, Terry Crews, Katt Williams, Kate Walsh, Molly Shannon, Darrell Hammond, Heather Locklear, Erica Ash, Jerry O'Connell, Tyler Posey, Sarah Hyland, Bow Wow, Katrina Bowden, Mike Tyson, Snoop Dogg, Mac Miller, Usher | Komedie, Horror             | [ 81 ]        |
| A P R I L | 14     | BoOzy' OS and the Cristal Gem   | CreaSyn Studio / Red 3ye Productions                 | Ken Arsyn (instruktør/forfattery); Ken Arsyn, Georges Colazzo | Animation, Eventyr, Komedie | [ 82 ]        |
| A P R I L | 18     | Java Heat                       | IFC Films                                            | Conor Allyn (instruktør); Rob Allyn (forfatter); Kellan Lutz, Mickey Rourke, Atiqah Hasiholan, Ario Bayu, Uli Auliani, Nick McKinless, Mike Muliadro, Mike Duncan, Rio Dewanto, Brent Duke | Action                      | [ 83 ]        |
| A P R I L | 19     | Home Run                        | Samuel Goldwyn Films / Provident Films               | David Boyd (instruktør); Brian Brightly, Candace Lee, Eric Newman, Melanie Wistar (Forfatter); Scott Elrod, Dorian Brown, Vivica A. Fox, Charles Henry Wyson | Sport, Drama                | [ 84 ]        |
| A P R I L | 19     | The Lords of Salem              | Anchor Bay Films                                     | Rob Zombie (instruktør/forfatter); Sheri Moon Zombie, Bruce Davison, Jeff Daniel Phillips, Meg Foster, Sid Haig, Lisa Marie | Horror                      | [ 85 ]        |
| A P R I L | 24     | At Any Price                    | Sony Pictures Classics                               | Ramin Bahrani (instruktør/forfatter); Zac Efron, Dennis Quaid, Heather Graham, Clancy Brown, Chelcie Ross, Kim Dickens, Red West, Ben Marten, Maika Monroe, Sophie Curtis | Drama                       | [ 86 ]        |
| A P R I L | 24     | Iron Man 3                      | Marvel Studios / Walt Disney Studios Motion Pictures | Shane Black (instruktør/forfatter); Drew Pearce (forfatter); Robert Downey, Jr., Ben Kingsley, Don Cheadle, Gwyneth Paltrow, Guy Pearce, James Badge Dale, Ashley Hamilton, Rebecca Hall, Jon Favreau, Paul Bettany, Stephanie Szostak, William Sadler                                                                                                   | Action, Eventyr, Sci-fi     | [ 87 ]        |
| A P R I L | 26     | Arthur Newman                   | Cinedigm Entertainment                               | Dante Ariola (instruktør) Becky Johnston (forfatter); Colin Firth, Emily Blunt, Anne Heche, Sterling Beaumon, David Andrews, Peter Jurasik, Lucas Hedges, Steve Coulter, Michael Beasley, Nicole LaLiberte, Autumn Dial | Romantisk Komedie           | [ 88 ]        |
| A P R I L | 26     | Mud                             | Lionsgate / Roadside Attractions                     | Jeff Nichols (instruktør/forfatter); Matthew McConaughey, Reese Witherspoon, Michael Shannon, Sarah Paulson, Sam Shepard, Stuart Greer, Joe Don Baker, Paul Sparks, Ray McKinnon, Tye Sheridan, Jacob Lofland, Michael Abbott Jr. | Drama                       | [ 89 ]        |
| A P R I L | 26     | Pain & Gain                     | Paramount Pictures                                   | Michael Bay (instruktør); Christopher Markus, Stephen McFeely, Scott Rosenberg (forfatter); Mark Wahlberg, Dwayne Johnson, Ed Harris, Ken Jeong, Anthony Mackie, Tony Shalhoub, Rebel Wilson, Rob Corddry | Action, Komedie             | [ 90 ]        |
| A P R I L | 26     | The Big Wedding                 | Lionsgate                                            | Justin Zackham (instruktør/forfatter); Robert De Niro, Katherine Heigl, Diane Keaton, Amanda Seyfried, Topher Grace, Ben Barnes, Christine Ebersole, Susan Sarandon, Robin Williams | Romantisk Komedie           | [ 91 ]        |
| M A J     | 3      | Bombay Talkies                  | Viacom 18 Motion Pictures                            | Anurag Kashyap, Karan Johar, Zoya Akhtar, Dibakar Banerjee (instruktør); Amitabh Bachchan, Rani Mukerji, Nawazuddin Siddiqui, Randeep Hooda, Saqib Saleem, Vineet Kumar, Sadashiv Amrapurkar, Katrina Kaif | Anthology                   | [ 92 ] [ 93 ] |
| M A J     | 3      | Greetings from Tim Buckley      | Focus World                                          | Daniel Algrant (instruktør/Forfatter); Emma Sheanshang, David Brendel (Forfatter); Penn Badgley, Ben Rosenfield, Imogen Poots, Frank Wood, Norbert Leo Butz, Frank Bello, William Sadler, Kate Nash | Biography, Drama            | [ 94 ]        |
| M A J     | 3      | Kiss of the Damned              | Magnolia Pictures                                    | Alexandra Cassavetes (instruktør/Forfatter); Milo Ventimiglia, Joséphine de La Baume, Roxane Mesquida, Anna Mouglalis | Drama                       | [ 95 ]        |
| M A J     | 3      | Shootout at Wadala              | Balaji Motion Pictures                               | Sanjay Gupta (instruktør/Forfatter); Sanjay Bhatia, Abhijit Deshpand (Forfatter); John Abraham, Anil Kapoor, Ronit Roy, Manoj Bajpayee, Kangna Ranaut | Krimi, Thriller             | [ 96 ] [ 97 ] |
| M A J     | 3      | The Iceman                      | Millennium Films                                     | Ariel Vromen (instruktør/Forfatter); Morgan Land (Forfatter), Michael Shannon, Winona Ryder, Chris Evans, Ray Liotta, James Franco, David Schwimmer, Stephen Dorff, Erin Cummings, Robert Davi | Drama, Thriller             | [ 98 ]        |
| M A J     | 3      | What Maisie Knew                | Millennium Entertainment                             | Scott McGehee, David Siegel (instruktør); Nancy Doyne, Carroll Cartwright (Forfatter); Julianne Moore, Steve Coogan, Alexander Skarsgård, Joanna Vanderham, Onata Aprile | Drama                       | [ 99 ]        |
| M A J     | 9      | Star Trek Into Darkness         | Paramount Pictures / Bad Robot                       | J. J. Abrams (instruktør); Roberto Orci, Alex Kurtzman, Damon Lindelof (Forfatter); Chris Pine, Zachary Quinto, Zoe Saldana, Karl Urban, Anton Yelchin, John Cho, Simon Pegg, Alice Eve, Peter Weller, Benedict Cumberbatch, Bruce Greenwood, Nolan North, Nazneen Contractor, Noel Clarke                                                               | Action, Eventyr, Sci-fi     | [ 100 ]       |
| M A J     | 10     | Aftershock                      | Dimension Films                                      | Nicolas Lopez (instruktør/Forfatter); Eli Roth, Guillermo Amoedo (Forfatter); Eli Roth, Andrea Osvárt, Selena Gomez, Ariel Levy, Nicolas Martinez, Lorenza Izzo, Natasha Yarovenko, | Horror, Thriller            | [ 101 ]       |
| M A J     | 10     | He's Way More Famous Than You   | Warner Bros.                                         | Michael Urie (instruktør); Halley Feiffer, Ryan Spahn (Forfatter); Michael Urie, Jesse Eisenberg, Halley Feiffer, Ben Stiller, Vanessa L. Williams, Mamie Gummer | Komedie                     | [ 102 ]       |
| M A J     | 10     | No One Lives                    | Anchor Bay Films                                     | Ryuhei Kitamura (instruktør); David Cohen (Forfatter); Luke Evans, Adelaide Clemens, America Olivo, Derek Magyar, Lindsey Shaw, Brodus Clay | Horror                      | [ 103 ]       |
| M A J     | 10     | The Great Gatsby                | Warner Bros.                                         | Baz Luhrmann (instruktør/Forfatter); Leonardo DiCaprio, Tobey Maguire, Joel Edgerton, Carey Mulligan, Isla Fisher, Jason Clarke, Elizabeth Debicki, Amitabh Bachchan | Drama, Romantik             | [ 104 ]       |
| M A J     | 10     | Tyler Perry Presents Peeples    | Lionsgate                                            | Tina Gordon Chism (instruktør/Forfatter); Craig Robinson, Kerry Washington, David Alan Grier, S. Epatha Merkerson, Tyler Williams, Melvin van Peebles, Diahann Carroll, Malcolm Barrett, Kali Hawk, Ana Gasteyer, Kimrie Lewis-Davis | Komedie                     | [ 105 ]       |
| M A J     | 17     | Aurangzeb                       | Yash Raj Films                                       | Atul Sabharwal (instruktør/Forfatter); Prithviraj Sukumaran, Arjun Kapoor, Swara Bhaskar, Rishi Kapoor, Sikandar Kher, Jackie Shroff, Amrita Singh | Action, Thriller            | [ 106 ]       |
| M A J     | 17     | Black Rock                      | LD Entertainment                                     | Katie Aselton (instruktør/Forfatter); Mark Duplass (Forfatter); Katie Aselton, Lake Bell, Kate Bosworth | Horror                      | [ 107 ]       |
| M A J     | 17     | Frances Ha                      | IFC Films                                            | Noah Baumbach (instruktør/Forfatter); Greta Gerwig (Forfatter); Greta Gerwig, Charlotte d'Amboise, Adam Driver, Grace Gummer, Patrick Heusinger, Josh Hamilton, Justine Lupe, Britta Phillips, Juliet Rylance, Dean Wareham, Michael Zegen | Drama, Komedie              | [ 108 ]       |
| M A J     | 17     | The English Teacher             | Artina Films                                         | Craig Zisk (instruktør/Forfatter); Dan Chariton, Stacy Chariton (Forfatter); Julianne Moore, Greg Kinnear, Michael Angarano, Nathan Lane, Lily Collins, Jessica Hecht, Norbert Leo Butz, Nikki Blonsky | Komedie, Drama              | [ 109 ]       |
| M A J     | 23     | The Hangover Part III           | Warner Bros.                                         | Todd Phillips (instruktør/Forfatter); Craig Mazin (Forfatter); Bradley Cooper, Zach Galifianakis, Ed Helms, Ken Jeong, Mike Epps, Mike Tyson, Heather Graham, John Goodman, Sasha Barrese, Sondra Currie, Justin Bartha, Jeffrey Tambor, Gillian Vigman, Jamie Chung                                                                                     | Komedie                     | [ 110 ]       |
| M A J     | 24     | Epic                            | 20th Century Fox / Blue Sky Studios                  | Chris Wedge (instruktør); Tom J. Astle, Matt Ember, James V. Hart, William Joyce, Daniel Shere (Forfatter); Beyoncé Knowles, Colin Farrell, Josh Hutcherson, Amanda Seyfried, Christoph Waltz, Aziz Ansari, Pitbull, Jason Sudeikis, Chris O'Dowd, Steven Tyler, Blake Anderson, Judah Friedlander                                                       | Eventyr, Komedie, Fantasy,  | [ 111 ]       |
| M A J     | 24     | Fast & Furious 6                | Universal Pictures                                   | Justin Lin (instruktør); Chris Morgan (Forfatter); Paul Walker, Vin Diesel, Dwayne Johnson, Michelle Rodriguez, Luke Evans, Joe Taslim, Jordana Brewster, Tyrese Gibson, Gina Carano | Action                      | [ 112 ]       |
| M A J     | 31     | After Earth                     | Columbia Pictures                                    | M. Night Shyamalan (instruktør); Stephen Gaghan, Gary Whitta (Forfatter); Jaden Smith, Will Smith, Isabelle Fuhrman, Zoe Kravitz | Sci-fi                      | [ 113 ]       |
| M A J     | 31     | Now You See Me                  | Summit Entertainment                                 | Louis Leterrier (instruktør); Josh Appelbaum, Andre Nemec, Ed Solomon, Boaz Yakin, Edward Ricourt (Forfatter); Jesse Eisenberg, Isla Fisher, Morgan Freeman, Woody Harrelson, Mark Ruffalo, Michael Caine, Common, Dave Franco, Elias Koteas, Laura Cayouette, David Warshofsky                                                                          | Krimi                       | [ 114 ]       |
| M A J     | 31     | The East                        | Fox Searchlight Pictures                             | Zal Batmanglij (instruktør/Forfatter); Brit Marling (Forfatter); Brit Marling, Alexander Skarsgard, Ellen Page, Julia Ormond, Patricia Clarkson | Krimi                       | [ 115 ]       |
| J U N I   | 7      | Much Ado About Nothing          | Lionsgate / Roadside Attractions                     | Joss Whedon (instruktør/Forfatter); Amy Acker, Nathan Fillion, Clark Gregg, Fran Kranz | Komedie                     | [ 116 ]       |
| J U N I   | 7      | The Internship                  | 20th Century Fox                                     | Shawn Levy (instruktør); Vince Vaughn (Forfatter); Vince Vaughn, Owen Wilson, Dylan O'Brien, Rose Byrne, Jessica Szohr, Max Minghella, Aasif Mandvi, John Goodman, Will Ferrell, JoAnna Garcia, Eric Andre, Josh Brener, Tiya Sircar, Tobit Raphael, Josh Gad                                                                                            | Komedie                     | [ 117 ]       |
| J U N I   | 7      | The Purge                       | Universal Pictures                                   | James DeMonaco (instruktør/Forfatter); Ethan Hawke, Lena Headey, Max Burkholder, Edwin Hodge, Rhys Wakefield | Sci-fi, Thriller            | [ 118 ]       |
| J U N I   | 14     | Man of Steel                    | Warner Bros. / Legendary Pictures                    | Zack Snyder (instruktør); David S. Goyer (Forfatter); Henry Cavill, Amy Adams, Kevin Costner, Diane Lane, Russell Crowe, Ayelet Zurer, Michael Shannon, Antje Traue, Christopher Meloni, Laurence Fishburne, Richard Schiff, Harry Lennix | Action, Eventyr             | [ 119 ]       |
| J U N I   | 14     | The Bling Ring                  | A24                                                  | Sofia Coppola (instruktør/Forfatter); Emma Watson, Israel Broussard, Katie Chang, Claire Julien, Taissa Farmiga, Leslie Mann, Gavin Rossdale, Paris Hilton | Komedie, Krimi              | [ 120 ]       |
| J U N I   | 14     | This Is the End                 | Columbia Pictures / Mandate Pictures                 | Evan Goldberg, Seth Rogen (instruktørs/Forfatter); Seth Rogen, Jay Baruchel, James Franco, Craig Robinson, Danny McBride, Jonah Hill, Emma Watson, Jason Segel, Paul Rudd, Michael Cera, Rihanna, Kevin Hart, David Krumholtz, Mindy Kaling, Aziz Ansari, Christopher Mintz-Plasse                                                                       | Komedie, Sci-fi             | [ 121 ]       |
| J U N I   | 16     | My Little Pony: Equestria Girls | Hasbro Studios                                       | Meghan McCarthy (Forfatter); Tara Strong, Ashleigh Ball, Andrea Libman, Tabitha St. Germain, Cathy Weseluck, Nicole Oliver, | Komedie, Familie            | [ 122 ]       |
| J U N I   | 21     | Monsters University             | Walt Disney Pictures / Pixar Animation Studios       | Dan Scanlon (instruktør); Billy Crystal, John Goodman, Steve Buscemi, Joel Murray, Sean Hayes, Dave Foley, Peter Sohn, Charlie Day, Frank Oz, Helen Mirren, Alfred Molina, Nathan Fillion, Aubrey Plaza, Tyler Labine, John Krasinski, Bonnie Hunt, Bobby Moynihan, Julia Sweeney, Beth Behrs, John Ratzenberger                                         | Komedie, Familie            | [ 123 ]       |
| J U N I   | 21     | World War Z                     | Paramount Pictures / Skydance Productions / GK Films | Marc Forster (instruktør); Matthew Michael Carnahan, Drew Goddard (Forfatter); Brad Pitt, Mireille Enos, James Badge Dale, Daniella Kertesz, Matthew Fox, David Morse | Action, Horror, Thriller    | [ 124 ]       |
| J U N I   | 28     | The Heat                        | 20th Century Fox                                     | Paul Feig (instruktør); Katie Dippold, Lee Eisenberg, Gene Stupnitsky (Forfatter); Sandra Bullock, Melissa McCarthy, Kaitlin Olson, Tony Hale, Demian Bichir, Michael Rapaport, Taran Killam, Thomas F. Wilson | Action, Komedie             | [ 125 ]       |
| J U N I   | 28     | White House Down                | Columbia Pictures                                    | Roland Emmerich (instruktør); James Vanderbilt (Forfatter); Channing Tatum, Jamie Foxx, Maggie Gyllenhaal, James Woods, Richard Jenkins, Joey King, Jason Clarke | Action                      | [ 126 ]       |

### Juli – september
| Åbning            | Åbning | Titel                                         | Studie                                               | Skuespillere og personale | Genre                      | Ref.    |
| ----------------- | ------ | --------------------------------------------- | ---------------------------------------------------- | --- | -------------------------- | ------- |
| J U L I           | 3      | Despicable Me 2                               | Universal Pictures / Illumination Entertainment      | Chris Renaud, Pierre Coffin (instruktørs); Cinco Paul, Ken Daurio (forfatter); Steve Carell, Kristen Wiig, Miranda Cosgrove, Russell Brand, Al Pacino, Steve Coogan, Ken Jeong, Moises Arias | Animation, Komedie, Family | [ 127 ] |
| J U L I           | 3      | The Lone Ranger                               | Walt Disney Pictures                                 | Gore Verbinski (instruktør); Ted Elliott, Terry Rossio, Eric Aronson, Justin Haythe (forfatter); Johnny Depp, Armie Hammer, Ruth Wilson, William Fichtner, Helena Bonham Carter, James Badge Dale, Barry Pepper, Tom Wilkinson, James Frain | Action, Adventure, Western | [ 128 ] |
| J U L I           | 12     | Grown Ups 2                                   | Columbia Pictures                                    | Dennis Dugan (instruktør); Fred Wolf (forfatter); Adam Sandler, Kevin James, Chris Rock, David Spade, Rob Schneider, Taylor Lautner, David Henrie, Patrick Schwarzenegger, Nick Swardson, Cheri Oteri, Salma Hayek, Steve Buscemi, Milo Ventimiglia, Maria Bello, Aly Michalka, Maya Rudolph, Alexander Ludwig, Andy Samberg, Steve Austin, Will Forte, Taran Killam, Jon Lovitz, Akiva Schaffer, Jorma Taccone, Tim Meadows, Shaquille O'Neal, Colin Quinn, Bobby Moynihan, Paul Brittain | Komedie                    | [ 129 ] |
| J U L I           | 12     | Pacific Rim                                   | Warner Bros.                                         | Guillermo del Toro (instruktør); Travis Beacham (forfatter); Charlie Hunnam, Idris Elba, Charlie Day, Rinko Kikuchi, Max Martini, Willem Dafoe, Robert Kazinsky, Clifton Collins, Jr., Diego Klattenhoff, Ron Perlman, Robert Maillet, Burn Gorman | Action, Sci-fi             | [ 130 ] |
| J U L I           | 19     | The Conjuring                                 | Warner Bros. / New Line Cinema                       | James Wan (instruktør); Chad Hayes, Carey Hayes (forfatter); Patrick Wilson, Vera Farmiga, Ron Livingston, Lili Taylor, Shannon Kook, Mackenzie Foy, Joey King, Shanley Caswell, Hayley McFarland, Steve Coulter, John Brotherton | Thriller                   | [ 131 ] |
| J U L I           | 19     | R.I.P.D.                                      | Universal Pictures                                   | Robert Schwentke (instruktør); Matt Manfredi, Phil Hay (forfatter); Ryan Reynolds, Jeff Bridges, Kevin Bacon, Stephanie Szostak, Mary-Louise Parker, Marissa Miller, Mike O'Malley, James Hong, Robert Knepper, Zoe Aggeliki | Action, Komedie            | [ 132 ] |
| J U L I           | 19     | Turbo                                         | 20th Century Fox / DreamWorks Animation              | David Soren (instruktør/forfatter); Robert Siegel, Darren Lemke (forfatter); Ryan Reynolds, Paul Giamatti, Michael Pena, Luis Guzmán, Bill Hader, Richard Jenkins, Ken Jeong, Michelle Rodriguez, Maya Rudolph, Ben Schwartz, Kurtwood Smith, Snoop Dogg, Samuel L. Jackson | Animation, Komedie, Family | [ 133 ] |
| J U L I           | 26     | The Wolverine                                 | 20th Century Fox / Marvel Studios                    | James Mangold (instruktør); Christopher McQuarrie, Mark Bomback (forfatter); Hugh Jackman, Hiroyuki Sanada, Hal Yamanouchi, Tao Okamoto, Rila Fukushima, Will Yun Lee, Svetlana Khodchenkova, Brian Tee | Action, Adventure          | [ 134 ] |
| J U L I           | 31     | The Smurfs 2                                  | Columbia Pictures / Sony Pictures Animation          | Raja Gosnell (instruktør); J. David Stern, David N. Weiss, Karey Kirkpatrick, Jay Sherick, David Ronn (forfatter); Neil Patrick Harris, Jayma Mays, Sofía Vergara, Hank Azaria, Brendan Gleeson, Katy Perry, Jonathan Winters, Alan Cumming, Fred Armisen, George Lopez, Anton Yelchin, John Oliver, Christina Ricci, J.B. Smoove | Adventure, Family, Komedie | [ 135 ] |
| A U G U S T       | 2      | 300: Rise of an Empire                        | Warner Bros.                                         | Noam Murro (instruktør); Zack Snyder, Kurt Johnstad (forfatter); Rodrigo Santoro, Eva Green, Sullivan Stapleton, Jack O'Connell, Andrew Tiernan, Callan Mulvey, Ygal Naor, Ashraf Barhom, Andrew Pleavin | Action, Fantasy            | [ 136 ] |
| A U G U S T       | 2      | RED 2                                         | Summit Entertainment / DC Comics                     | Dean Parisot (instruktør); Erich Hoeber, Jon Hoeber (forfatter); Bruce Willis, John Malkovich, Helen Mirren, Mary-Louise Parker, Catherine Zeta-Jones, Byung-hun Lee, Karl Urban, Neal McDonough, Anthony Hopkins, David Thewlis | Action, Komedie            | [ 137 ] |
| A U G U S T       | 9      | Elysium                                       | Columbia Pictures                                    | Neill Blomkamp (instruktør/forfatter); Matt Damon, Jodie Foster, Sharlto Copley, Wagner Moura, Alice Braga, Diego Luna, William Fichtner | Futuristic Sci-fi          | [ 138 ] |
| A U G U S T       | 9      | Planes                                        | Walt Disney Pictures                                 | Klay Hall (instruktør); Stacy Keach, Brad Garrett, Carlos Alazraqui | Animation, Family, Komedie | [ 139 ] |
| A U G U S T       | 9      | We're the Millers                             | Warner Bros. / New Line Cinema                       | Rawson Thurber (instruktør); Sean Anders, Steve Faber, Bob Fisher, Dan Fybel, John Morris, Rick Rinaldi (forfatter); Jennifer Aniston, Emma Roberts, Ed Helms, Thomas Lennon, Jason Sudeikis, Nick Offerman, Kathryn Hahn | Komedie                    | [ 140 ] |
| A U G U S T       | 16     | 2 Guns                                        | Universal Pictures                                   | Baltasar Kormákur (instruktør); Blake Masters (forfatter); Mark Wahlberg, Denzel Washington, Paula Patton, Bill Paxton, Edward James Olmos, James Marsden | Action, Krimi              | [ 141 ] |
| A U G U S T       | 16     | Percy Jackson: Sea of Monsters                | 20th Century Fox                                     | Thor Freudenthal (instruktør); Scott Alexander, Larry Karaszewski (forfatter); Logan Lerman, Alexandra Daddario, Douglas Smith, Mary Birdsong, Yvette Nicole Brown, Missi Pyle, Nathan Fillion, Anthony Head, Paloma Kwaitkowski, Leven Rambin, Stanley Tucci, Robert Maillet, Zoe Aggeliki, Sean Bean | Adventure, Fantasy, Family | [ 142 ] |
| A U G U S T       | 16     | The To Do List                                | CBS Films                                            | Maggie Carey (instruktør/forfatter); Aubrey Plaza, Rachel Bilson, Bill Hader, Andy Samberg, Scott Porter, Connie Britton, Clark Gregg, Christopher Mintz-Plasse, Donald Glover, Johnny Simmons, Sarah Steele, Alia Shawkat, Nolan Gould | Komedie                    | [ 143 ] |
| A U G U S T       | 23     | The Mortal Instruments: Dæmonernes by         | Screen Gems                                          | Harald Zwart (instruktør); Jessica Postigo, I. Marlene King (forfatter); Lily Collins, Jamie Campbell Bower, Robert Sheehan, Jemima West, Kevin Durand, Robert Maillet, Lena Headey, Jared Harris, Godfrey Gao, Jonathan Rhys Meyers, Aidan Turner | Action, Fantasy, Teen      | [ 144 ] |
| A U G U S T       | 23     | You're Next                                   | Lionsgate                                            | Adam Wingard (instruktør); Simon Barrett (forfatter); Sharni Vinson, Joe Swanberg, AJ Bowen, Nicholas Tucci, Barbara Crampton | Horror                     | [ 145 ] |
| A U G U S T       | 28     | Closed Circuit                                | Focus Features                                       | John Crowley (instruktør); Steven Knight (forfatter); Eric Bana, Rebecca Hall, Riz Ahmed, Jim Broadbent, Kenneth Cranham, Anne-Marie Duff, Ciaran Hinds, Julia Stiles | Krimi                      | [ 146 ] |
| A U G U S T       | 30     | Getaway                                       | Warner Bros.                                         | Courtney Solomon, Yaron Levy (instruktørs); Sean Finegan, Gregg Maxwell Parker (forfatter); Ethan Hawke, Selena Gomez, Jon Voight | Action                     | [ 147 ] |
| A U G U S T       | 30     | Insidious Chapter 2                           | FilmDistrict                                         | James Wan (instruktør); Leigh Whannell (forfatter); Patrick Wilson, Rose Byrne, Lin Shaye, Ty Simpkins | Horror                     | [ 148 ] |
| A U G U S T       | 30     | Satanic                                       | Dimension Films                                      | Olly Blackburn (instruktør); Anthony Jaswinski (forfatter); Haley Bennett, Ashley Greene, Lucas Till | Horror                     | [ 149 ] |
| S E P T E M B E R | 6      | Riddick                                       | Universal Pictures                                   | David Twohy (instruktør/forfatter); Vin Diesel, Karl Urban, Katee Sackhoff, Dave Bautista | Action, Sci-fi             | [ 150 ] |
| S E P T E M B E R | 13     | Battle of the Year                            | Screen Gems                                          | Benson Lee (instruktør); Brin Hill, Chris Parker (forfatter); Josh Holloway, Laz Alonso, Josh Peck, Caity Lotz, Chris Brown, Terrence Jenkins, Luis Rosado, Weronika Rosati, Jesse Erwin, Ivan Velez, Steve Terada | Musical                    | [ 151 ] |
| S E P T E M B E R | 13     | The Little Mermaid 3D                         | Walt Disney Pictures / Walt Disney Animation Studios | Ron Clements, John Musker (instruktørs/forfatter); Jodi Benson, Samuel E. Wright, René Auberjonois, Pat Carroll, Buddy Hackett, Jason Marin, Paddi Edwards, Christopher Daniel Barnes, Mark Hamill, Nancy Cartwright, Edie McClurg, Kenneth Mars, Ben Wright, Will Ryan | Animation, Family          | [ 152 ] |
| S E P T E M B E R | 20     | Prisoners                                     | Warner Bros.                                         | Denis Villeneuve (instruktør); Aaron Guzikowski (forfatter); Jake Gyllenhaal, Hugh Jackman, Paul Dano, Melissa Leo, Viola Davis, Maria Bello, Terrence Howard | Krimi                      | [ 153 ] |
| S E P T E M B E R | 20     | Rush                                          | Universal Pictures                                   | Ron Howard (instruktør); Peter Morgan (forfatter); Chris Hemsworth, Daniel Bruhl, Olivia Wilde, Alexandra Maria Lara | Action, Thriller           | [ 154 ] |
| S E P T E M B E R | 20     | Star Wars Episode II: Attack of the Clones 3D | 20th Century Fox / Lucasfilm                         | George Lucas (instruktør/forfatter); Jonathan Hales (forfatter); Ewan McGregor, Natalie Portman, Hayden Christensen, Ian McDiarmid, Pernilla August, Ahmed Best, Anthony Daniels, Christopher Lee, Samuel L. Jackson, Frank Oz, Jimmy Smits, Rose Byrne, Joel Edgerton | Action, Adventure, Sci-fi  | [ 155 ] |
| S E P T E M B E R | 27     | Cloudy with a Chance of Meatballs 2           | Columbia Pictures / Sony Pictures Animation          | Cody Cameron, Kris Pearn (instruktørs); John Francis Daley, Jonathan M. Goldstein, Erica Rivinoja (forfatter); Anna Faris, Bill Hader, Andy Samberg, Kristen Schaal, James Caan, Neil Patrick Harris, Benjamin Bratt, Terry Crews, Will Forte | Animation, Family, Komedie | [ 156 ] |
| S E P T E M B E R | 27     | Runner Runner                                 | 20th Century Fox                                     | Brad Furman (instruktør); Brian Koppelman, David Levien (forfatter); Ben Affleck, Justin Timberlake, Gemma Arterton, Anthony Mackie | Krimi                      | [ 157 ] |
| S E P T E M B E R | 27     | The Tomb                                      | Summit Entertainment                                 | Mikael Hafstrom (instruktør); Miles Chapman, Jason Keller (forfatter); Sylvester Stallone, Arnold Schwarzenegger, Jim Caviezel, Vincent D'Onofrio, 50 Cent, Vinnie Jones, Sam Neill, Amy Ryan, Faran Tahir | Action                     | [ 158 ] |

### Oktober – december
| Åbning          | Åbning | Titel                                         | Studie                                               | Skuespillere og personale | Genre                                 | Ref.    |
| --------------- | ------ | --------------------------------------------- | ---------------------------------------------------- | --- | ------------------------------------- | ------- |
| O K T O B E R   | 4      | The Delivery Man                              | Touchstone Pictures / DreamWorks Studios             | Ken Scott (instruktør/forfatter); Cobie Smulders, Chris Pratt, Vince Vaughn, Britt Robinson | Komedie                               | [ 159 ] |
| O K T O B E R   | 4      | Paranoia                                      | Relativity Media                                     | Robert Luketic (instruktør); Barry Levy, Jason Dean Hall (forfatter); Liam Hemsworth, Harrison Ford, Gary Oldman, Lucas Till, Amber Heard, Julian McMahon, Richard Dreyfuss | Krimi                                 | [ 160 ] |
| O K T O B E R   | 4      | Sin City: A Dame to Kill For                  | Dimension Films                                      | Frank Miller, Robert Rodriguez (instruktør/forfatter); William Monahan (forfatter); Mickey Rourke, Jessica Alba, Michael Madsen, Rosario Dawson, Clive Owen, Jaime King, Jamie Chung, Alexa Vega, Dennis Haysbert | Action, Krimi                         | [ 161 ] |
| O K T O B E R   | 4      | Star Wars Episode III: Revenge of the Sith 3D | 20th Century Fox / Lucasfilm                         | George Lucas (instruktør/forfatter); Ewan McGregor, Natalie Portman, Hayden Christensen, Ian McDiarmid, Pernilla August, Ahmed Best, Anthony Daniels, Christopher Lee, Samuel L. Jackson, Frank Oz, Jimmy Smits, Keisha Castle-Hughes, Joel Edgerton | Action, Adventure, Sci-fi             | [ 162 ] |
| O K T O B E R   | 11     | Captain Phillips                              | Columbia Pictures                                    | Paul Greengrass (instruktør); Billy Ray (forfatter); Tom Hanks, Catherine Keener, Max Martini, Yul Vazquez, Michael Chernus, Chris Mulkey, Corey Johnson, David Warshofsky, John Magaro, Angus MacInnes | Biography                             | [ 163 ] |
| O K T O B E R   | 11     | Haunts                                        | 20th Century Fox                                     | Mac Carter (instruktør); Andrew Barrer (forfatter); Jacki Weaver, Liana Liberato, Danielle Chuchran, Harrison Gilbertson, Kasia Kowalska, Aline Andrade, Brenden Whitney, Maggie Scott, Sebastian Michael Barr, Jarrod Phillips | Horror                                | [ 164 ] |
| O K T O B E R   | 11     | Oldboy                                        | FilmDistrict                                         | Spike Lee (instruktør); Mark Protosevich (forfatter); Samuel L. Jackson, Elizabeth Olsen, Josh Brolin, Sharlto Copley | Krimi                                 | [ 165 ] |
| O K T O B E R   | 18     | Carrie                                        | Screen Gems / MGM                                    | Kimberly Peirce (instruktør); Roberto Aguirre-Sacasa (forfatter); Chloë Grace Moretz, Julianne Moore, Gabriella Wilde, Portia Doubleday, Judy Greer, Ansel Elgort, Alex Russell, Cynthia Preston, Michelle Nolden | Horror, Thriller                      | [ 166 ] |
| O K T O B E R   | 18     | Malavita                                      | Relativity Media                                     | Luc Besson (instruktør/forfatter); Michael Caleo (forfatter); Robert De Niro, Michelle Pfeiffer, Dianna Agron, Tommy Lee Jones, Vincent Pastore | Krimi                                 | [ 167 ] |
| O K T O B E R   | 18     | The Seventh Son                               | Warner Bros.                                         | Sergej Bodrov (instruktør); Matt Greenberg, Chuck Leavitt, Steve Knight, Max Borenstein (forfatter); Jeff Bridges, Ben Barnes, Julianne Moore, Alicia Vikander, Kit Harington, Antje Traue, Olivia Williams, Djimon Honsou | Action, Adventure, Fantasy            | [ 168 ] |
| O K T O B E R   | 25     | Paranormal Activity 5                         | Paramount Pictures                                   | Katie Featherston | Horror                                | [ 169 ] |
| O K T O B E R   | 25     | The World's End                               | Focus Features                                       | Edgar Wright (instruktør/forfatter); Simon Pegg (forfatter); Simon Pegg, Rosamund Pike, Martin Freeman, Nick Frost | Komedie                               | [ 170 ] |
| N O V E M B E R | 1      | Mr. Peabody & Sherman                         | 20th Century Fox / DreamWorks Animation              | Rob Minkoff (instruktør/forfatter); Jason Clark, Andrew Kurtzman (forfatter); Ty Burrell, Max Charles, Stephen Colbert, Allison Janney, Ellie Kemper, Ariel Winter, Stephen Tobolowsky, Karan Brar, Joshua Rush, Leslie Mann, Stanley Tucci, Mel Brooks | Animation, Komedie, Sci-fi, Family    | [ 171 ] |
| N O V E M B E R | 1      | Ender's Game                                  | Summit Entertainment                                 | Gavin Hood (instruktør/forfatter); Asa Butterfield, Ben Kingsley, Harrison Ford, Hailee Steinfeld, Abigail Breslin, Viola Davis, Nonso Anozie, Moises Arias, Aramis Knight, Jimmy "Jax" Pinchak, Brendan Meyer, Stevie Ray Dillmore, Andrea Powell, Conor Carroll, Suraj Parthasarathy, Khylin Rhambo | Action, Adventure, Sci-fi             | [ 172 ] |
| N O V E M B E R | 8      | One Direction Concert Movie 3D                | TriStar Pictures                                     | Harry Styles, Niall Horan, Louis Tomlinson, Zayn Malik, Liam Payne | Dokumentar, Musical, Biography, Teen  | [ 173 ] |
| N O V E M B E R | 8      | Thor: The Dark World                          | Marvel Studios / Walt Disney Pictures                | Alan Taylor (instruktør); Robert Rodat, Don Payne, Christopher Yost, Stephen McFeely, Christopher Markus (forfatter); Chris Hemsworth, Natalie Portman, Tom Hiddleston, Jaimie Alexander, Idris Elba, Zachary Levi, Stellan Skarsgård, Anthony Hopkins, Ray Stevenson, Tadanobu Asano, Christopher Eccleston, Kat Dennings, Adewale Akinnuoye-Agbaje, Rene Russo | Action, Adventure, Sci-fi, Fantasy    | [ 174 ] |
| N O V E M B E R | 22     | The Hunger Games: Catching Fire               | Lionsgate                                            | Francis Lawrence (instruktør); Simon Beaufoy, Michael Arndt (forfatter); Jennifer Lawrence, Josh Hutcherson, Liam Hemsworth, Woody Harrelson, Elizabeth Banks, Lenny Kravitz, Stanley Tucci, Donald Sutherland, Toby Jones, Philip Seymour Hoffman, Jena Malone, Amanda Plummer, Willow Shields, Lynn Cohen, Patrick St. Esprit, Meta Golding, Sam Claflin, Jeffrey Wright | Action, Adventure, Sci-fi, Teen       | [ 175 ] |
| N O V E M B E R | 27     | Frozen                                        | Walt Disney Pictures / Walt Disney Animation Studios | Jennifer Lee (instruktør/forfatter); Chris Buck (instruktør); Shane Morris (forfatter); Kristen Bell, Idina Menzel, Josh Gad, Jonathan Groff | Adventure, Animation, Komedie, Family | [ 176 ] |
| D E C E M B E R | 13     | A Madea Christmas                             | Lionsgate                                            | Tyler Perry (instruktør/forfatter); Tyler Perry | Komedie                               | [ 177 ] |
| D E C E M B E R | 13     | The Hobbit: The Desolation of Smaug           | Warner Bros. / New Line Cinema / MGM                 | Peter Jackson (instruktør/forfatter); Fran Walsh, Philippa Boyens, Guillermo del Toro (forfatter); Martin Freeman, Ian McKellen, Richard Armitage, Graham McTavish, Ken Stott, Aidan Turner, Dean O'Gorman, Mark Hadlow, Jed Brophy, Adam Brown, John Callen, Peter Hambleton, William Kircher, James Nesbitt, Stephen Hunter, Benedict Cumberbatch, Andy Serkis, Hugo Weaving, Barry Humphries, Mikael Persbrandt, Lee Pace, Stephen Fry, Luke Evans, Cate Blanchett, Christopher Lee, Sylvester McCoy, Elijah Wood, Ian Holm, Orlando Bloom, Evangeline Lilly, Ryan Gage, Mike Mizrahi, Jeffrey Thomas, Conan Stevens, Bret McKenzie, Billy Connolly | Adventure, Fantasy                    | [ 178 ] |
| D E C E M B E R | 18     | Monuments Men                                 | Columbia Pictures / 20th Century Fox                 | George Clooney (instruktør/forfatter); Grant Heslov (forfatter); Daniel Craig, Cate Blanchett, George Clooney, Bill Murray, John Goodman, Jean Dujardin, Bob Balaban | Drama                                 | [ 179 ] |
| D E C E M B E R | 20     | Anchorman: The Legend Continues               | Paramount Pictures                                   | Adam McKay (instruktør/forfatter); Will Ferrell (forfatter); Will Ferrell, Christina Applegate, Paul Rudd, David Koechner, Steve Carell, Fred Willard, Chris Parnell, Luke Wilson, Vince Vaughn | Komedie                               | [ 180 ] |
| D E C E M B E R | 20     | Last Vegas                                    | CBS Films                                            | Jon Turteltaub (instruktør); Dan Fogelman, Adam Brooks (forfatter); Robert De Niro, Morgan Freeman, Michael Douglas, Mary Steenburgen, Kevin Kline | Komedie                               | [ 181 ] |
| D E C E M B E R | 20     | Saving Mr. Banks                              | Walt Disney Pictures                                 | John Lee Hancock (instruktør); Kelly Marcel, Sue Smith (forfatter); Tom Hanks, Emma Thompson, Colin Farrell, Paul Giamatti, Jason Schwartzman, Ruth Wilson, B.J. Novak | Drama                                 | [ 182 ] |
| D E C E M B E R | 20     | Walking with Dinosaurs 3D                     | 20th Century Fox                                     | Neil Nightengale, Pierre de Lespinois, Barry Cook (instruktørs); John Collee, Theodore Thomas (forfatter) | Animation, Family                     | [ 183 ] |
| D E C E M B E R | 25     | 47 Ronin                                      | Universal Pictures                                   | Carl Rinsch (instruktør); Chris Morgan, Hossein Amini (forfatter); Keanu Reeves, Hiroyuki Sanada, Kou Shibasaki, Tadanobu Asano, Rinko Kikuchi | Action, Adventure, Fantasy            | [ 184 ] |
| D E C E M B E R | 25     | Jack Ryan                                     | Paramount Pictures                                   | Kenneth Branagh (instruktør); David Koepp, Adam Cozad, Anthony Peckham, Steve Zaillian (forfatter); Chris Pine, Kevin Costner, Keira Knightley, Kenneth Branagh | Action, Adventure                     | [ 185 ] |
| D E C E M B E R | 25     | The Secret Life of Walter Mitty               | 20th Century Fox                                     | Ben Stiller (instruktør); Steve Conrad (forfatter); Ben Stiller, Kristen Wiig, Shirley MacLaine, Patton Oswalt, Adam Scott, Kathryn Hahn | Komedie, Fantasy                      | [ 186 ] |

## Kendte dødsfald
| Måned   | Dato | Navn                 | Alder | Nationalitet               | Profession                                   | Kendte film |
| Januar  | 1    | Patti Page           | 85    | Amerikansk                 | Sangerinde, Skuespillerinde                  | Boys' Night Out • Elmer Gantry |
| Januar  | 1    | Barbara Werle        | 84    | Amerikansk                 | Sangerinde, Skuespillerinde                  | Battle of the Bulge • The Rare Breed • Krakatoa, East of Java • Harum Scarum • Charro! • Tickle Me • Seconds • Gone with the West • Gunfight in Abilene |
| Januar  | 2    | Council Cargle       | 77    | Amerikansk                 | Skuespiller                                  | Detroit 9000 • Jackie Brown |
| Januar  | 2    | Ned Wertimer         | 89    | Amerikansk                 | Skuespiller                                  | Pirates of the Caribbean: At World's End • The Strongest Man in the World • At Long Last Love • Mame • Bad Company • Santa Claus Conquers the Martians • The Pack • Let's Rock • Some Kind of a Nut • C.C. and Company • The Impossible Years |
| Januar  | 4    | Tony Lip             | 82    | Amerikansk                 | Skuespiller                                  | The Godfather • Goodfellas • Raging Bull • The Pope of Greenwich Village • Year of the Dragon • Lock Up • Innocent Blood • Who's the Man? • Donnie Brasco • Last Rites • 29th Street • Heart |
| Januar  | 5    | Martha Greenhouse    | 91    | Amerikansk                 | Skuespillerinde                              | The Stepford Wives • Bananas • Up the Down Staircase • The Group • Daniel |
| Januar  | 5    | Claude Préfontaine   | 79    | Canadisk                   | Skuespiller                                  | Black Robe • Some Girls |
| Januar  | 7    | Huell Howser         | 67    | Amerikansk                 | Skuespiller                                  | Winnie the Pooh |
| Januar  | 7    | David R. Ellis       | 60    | Amerikansk                 | Instruktør, Stuntmand, Skuespiller           | Snakes on a Plane • Final Destination 2 • The Final Destination • Shark Night • Cellular • Homeward Bound II: Lost in San Francisco • Scarface • Star Trek V: The Final Frontier • Dødbringende Våben • Airplane II: The Sequel • Fast Times at Ridgemont High • Harriet the Spy • Road House • Hotel for Dogs • Smokey and the Bandit • Bound for Glory • Warlock: The Armageddon • Rudyard Kipling's The Jungle Book • Ghost Dad • Days of Thunder • Catchfire • Blind Fury • The Mighty Quinn • Rocky III • The Strongest Man in the World |
| Januar  | 8    | Matthew Dickens      | 51    | Fransk-amerikansk          | Skuespiller, Koreograf                       | Dreamgirls • Rent • The Aviator |
| Januar  | 9    | Rex Trailer          | 84    | Amerikansk                 | Skuespiller                                  | Dødens gab • Mermaids • The Way West |
| Januar  | 11   | Mariangela Melato    | 71    | Italiensk                  | Skuespillerinde                              | Flash Gordon • So Fine • Dancers |
| Januar  | 11   | Billy Varga          | 94    | Amerikansk                 | Skuespiller                                  | Raging Bull • Miss Sadie Thompson • Oklahoma Crude • Abbott and Costello Meet the Keystone Kops • Convicts 4 • Stewardess School |
| Januar  | 13   | Bille Brown          | 61    | Australsk                  | Skuespiller                                  | Narnia: Morgenvandrerens rejse • Killer Elite • The Man Who Sued God • Singularity • Fierce Creatures • The Dish • Dirty Deeds • Black and White • Oscar and Lucinda • Passion |
| Januar  | 14   | Conrad Bain          | 89    | Canadisk-amerikansk        | Skuespiller                                  | Bananas • C.H.O.M.P.S. • Coogan's Bluff • The Anderson Tapes • Postcards from the Edge • A New Leaf • Lovers and Other Strangers • I Never Sang for My Father • Star! • Madigan • Last Summer • A Lovely Way to Die • Who Killed Mary What's 'Er Name? • Up the Sandbox • A Fan's Notes |
| Januar  | 16   | Perrette Pradier     | 74    | Fransk                     | Skuespillerinde                              | Behold a Pale Horse • House of Cards • That Man in Istanbul |
| Januar  | 18   | Jeff Cahill          | 44    | Amerikansk                 | Skuespiller                                  | The Blues Brothers • The Shadow |
| Januar  | 21   | Michael Winner       | 77    | Engelsk                    | Instruktør, Producer                         | Death Wish films • The Mechanic • Chato's Land • The Sentinel • The Big Sleep • The Cool Mikado • The System • The Stone Killer • Scorpio • The Games • I'll Never Forget What's'isname • Lawman • The Nightcomers • Won Ton Ton, the Dog Who Saved Hollywood • Appointment with Death • Firepower • A Chorus of Disapproval • The Wicked Lady |
| Januar  | 22   | Leslie Frankenheimer | 64    | Amerikansk                 | Scenedesigner                                | Blade Runner • The Blues Brothers • The Invasion • One from the Heart • Rapid Fire • Even Money |
| Januar  | 23   | Susan Douglas Rubes  | 87    | Østrigsk-canadisk          | Skuespillerinde                              | Five • Targets • The Private Affairs of Bel Ami • Lost Boundaries • Forbidden Journey |
| Januar  | 23   | Janice Knickrehm     | 87    | Amerikansk                 | Skuespillerinde                              | Halloween: The Curse of Michael Myers • SLC Punk! • Little Secrets |
| Januar  | 25   | Normand Corbeil      | 56    | Canadisk                   | Komponist                                    | Double Jeopardy • White Noise: The Light • The Statement • The Contract • The Art of War • The Assignment • Screamers • Extreme Ops |
| Januar  | 26   | Patricia Lovell      | 83    | Amerikansk                 | Producer                                     | Picnic at Hanging Rock • Gallipoli • Summerfield • Monkey Grip • Break of Day |
| Januar  | 26   | Lloyd Phillips       | 63    | Sydafrikansk-New Zealandsk | Producer                                     | The Legend of Zorro • Vertical Limit • The International • Racing Stripes • Beyond Borders • 12 Monkeys • Warlords of the 21st Century • Nate and Hayes • Ruby Cairo |
| Januar  | 27   | Sally Starr          | 90    | Amerikansk                 | Skuespillerinde                              | The Outlaws Is Coming • The In Crowd • Mannequin Two: On the Move |
| Januar  | 29   | Bernard Horsfall     | 82    | Engelsk                    | Skuespiller                                  | Braveheart • Gandhi • Stone of Destiny • Gold • Shout at the Devil • On Her Majesty's Secret Service • Guns at Batasi • Brass Target • The One That Got Away • High Flight • The Angry Silence • Man in the Moon • The Steel Bayonet |
| Januar  | 29   | Garrett Lewis        | 77    | Amerikansk                 | Scenedekoratør                               | Hook • Pretty Woman • Steel Magnolias • Mrs. Doubtfire • Wedding Crashers • Face/Off • Fun with Dick and Jane • Georgia Rule • Panic Room • I Am Sam • Bubble Boy • Bedazzled • Bram Stoker's Dracula • Glory • Beaches • Hidalgo • Enemy of the State • Against All Odds • Sweet Dreams • Dear God • The Monster Squad |
| Januar  | 31   | R. Gilbert Clayton   | 90    | Amerikansk                 | Scenedesigner, skuespiller                   | Armageddon • Batman & Robin • Smid mor af toget • The Untouchables • Sphere • Dying Young • Grandview, U.S.A. • Breakheart Pass • American Gigolo • Outrageous Fortune • Lucas |
| Februar | 1    | Robin Sachs          | 62    | Engelsk                    | Skuespiller                                  | The Lost World: Jurassic Park • Ocean's Eleven • Galaxy Quest • Northfork • Vampire Circus • The Six Wives of Henry VIII • The Disappearance |
| Februar | 2    | John Kerr            | 81    | Amerikansk                 | Skuespiller                                  | Class of '44 • King of Kings • Seven Women from Hell • The Pit and the Pendulum • Tea and Sympathy • Gaby • South Pacific • The Cobweb • The Vintage • Girl of the Night |
| Februar | 3    | Peter Gilmore        | 81    | Tysk-engelsk               | Skuespiller                                  | Carry On • Warlords of Atlantis • Oh! What a Lovely War • The Abominable Dr. Phibes • The Great St Trinian's Train Robbery • My Lover My Son • The Jokers • Freelance • I've Gotta Horse |
| Februar | 5    | Stuart Freeborn      | 98    | Engelsk                    | Makeupartist                                 | Star Wars • Superman • 2001: A Space Odyssey • The Omen • Oh! What a Lovely War • The Adventure of Sherlock Holmes' Smarter Brother • Alice's Adventures in Wonderland • Oliver Twist • The Story of Robin Hood and His Merrie Men • Santa Claus: The Movie • Tarzan Goes to India • Oscar Wilde • Murder on the Orient Express • The Optimists of Nine Elms • Young Winston |
| Februar | 5    | Gerry Hambling       | 86    | Engelsk                    | Filmklipper                                  | Pink Floyd — The Wall • Fame • Evita • In the Name of the Father • The Whole Truth • The Life of David Gale • Angela's Ashes • Absolute Beginners • Midnight Express • Mississippi Burning • The Commitments • The Boxer • The Road to Wellville • Shoot the Moon • White Squall • Angel Heart • Leonard Part 6 • Birdy • Bugsy Malone |
| Februar | 8    | Chris Brinker        | 42    | Amerikansk                 | Producer                                     | The Boondock Saints • The Boondock Saints II: All Saints Day |
| Februar | 8    | Alan Sharp           | 79    | Skotsk-amerikansk          | Forfatter                                    | The Hired Hand • Ulzana's Raid • Billy Two Hats • Night Moves • The Osterman Weekend • Rob Roy • Damnation Alley • The Last Run |
| Februar | 14   | Richard J. Collins   | 98    | Amerikansk                 | Forfatter                                    | The Adventures of Hajji Baba • Song of Russia • Thousands Cheer • The Badlanders • My Gun Is Quick • Journey into Fear • Little Giant • Riot in Cell Block 11 • Rulers of the Sea • Pay or Die • Edge of Eternity • Spanish Affair • China Venture |
| Februar | 17   | Richard Briers       | 79    | Engelsk                    | Skuespiller                                  | Peter Pan • Spice World • Mary Shelley's Frankenstein • Hamlet • The Three Musketeers • Henry V • Murder, She Said • Doctor in Distress • Watership Down • Much Ado About Nothing • The Four Musketeers • Fathom • The Bargee • As You Like It • Peter's Friends • Love's Labour's Lost • Cockneys vs Zombies • A Chorus of Disapproval |
| Februar | 18   | Elspet Gray          | 83    | Skotsk                     | Skuespillerinde                              | Fire bryllupper og en begravelse • Goodbye, Mr. Chips • The Girl in a Swing • The Night We Got the Bird • The Blind Goddess • Love in Waiting • Reluctant Heroes |
| Februar | 18   | Matt Mattox          | 91    | Amerikansk                 | Skuespiller, danser                          | Guys and Dolls • There's No Business Like Show Business • Seven Brides for Seven Brothers • Good News • Song of Norway • The Band Wagon • Till the Clouds Roll By • Easy to Wed • Ziegfeld Follies • Yolanda and the Thief • Gentlemen Prefer Blondes • Pepe • The Merry Widow • Dreamboat • Walking My Baby Back Home • The Girl Rush |
| Februar | 19   | John Brascia         | 80    | Amerikansk                 | Skuespiller, danser                          | White Christmas • Meet Me in Las Vegas • The Wrecking Crew • Executive Action • The Ambushers • Walking Tall |
| Februar | 19   | Lou Myers            | 77    | Amerikansk                 | Skuespiller                                  | The Wedding Planner • How Stella Got Her Groove Back • The Fighting Temptations • It's Kind of a Funny Story • Cobb • Volcano • Tin Cup • Bulworth • Goodbye Lover |
| Februar | 21   | Bob Godfrey          | 91    | Australsk-engelsk          | Animator, Skuespiller                        | Great • The Road to Hong Kong • The Big Parade • Inn for Trouble • Casino Royale • Help! • A Hard Day's Night • The Bliss of Mrs. Blossom |
| Februar | 21   | Del Tenney           | 82    | Amerikansk                 | Skuespiller, instruktør, producer, forfatter | The Horror of Party Beach • The Curse of the Living Corpse • I Eat Your Skin • The Wild One • Satan in High Heels • Stalag 17 |
| Februar | 22   | George Ives          | 87    | Amerikansk                 | Skuespiller                                  | Intolerable Cruelty • The Man Who Wasn't There • The Secret War of Harry Frigg • Niagara • Hot Rods to Hell • Get to Know Your Rabbit • The Ballad of Josie |
| Februar | 27   | Dale Robertson       | 89    | Amerikansk                 | Skuespiller                                  | The Man from Button Willow • Sitting Bull • Son of Sinbad • Lure of the Wilderness • The Secret of Convict Lake • The Boy with Green Hair • Take Care of My Little Girl • Call Me Mister • Two Flags West • Flamingo Road • Law of the Lawless • Blood on the Arrow • High Terrace • Return of the Texan • Golden Girl • Lydia Bailey |
| Marts   | 1    | Bonnie Franklin      | 69    | Amerikansk                 | Skuespillerinde                              | A Summer Place • The Wrong Man • The Kettles in the Ozarks |
| Marts   | 1    | Pat Keen             | 79    | Engelsk                    | Skuespillerinde                              | Fierce Creatures • Clockwise • Shadowlands • The Rachel Papers • Without a Clue • A Kind of Loving • We Think the World of You • The Sailor's Return |
| Marts   | 1    | Ric Menello          | 60    | Amerikansk                 | Forfatter                                    | Tougher Than Leather • Two Lovers |
| Marts   | 4    | Michael D. Moore     | 98    | Canadisk-amerikansk        | Skuespiller, instruktør                      | The Dramatic Life of Abraham Lincoln • The King of Kings • The Man from Red Gulch • The Impossible Mrs. Bellew • Manslaughter • Something to Think About • Cytherea Paradise, Hawaiian Style • Buckskin • Kill a Dragon • The Fastest Guitar Alive • An Eye for an Eye • The Unpainted Woman |
| Marts   | 4    | Fran Warren          | 87    | Amerikansk                 | Skuespillerinde, Sangerinde                  | Abbott and Costello Meet Captain Kidd • Mr. Imperium |
| Marts   | 5    | Robert Relyea        | 82    | Amerikansk                 | Producer                                     | Last Action Hero • The Day of the Dolphin • Blame It on Rio |
| Marts   | 5    | Arthur Storch        | 87    | Amerikansk                 | Skuespiller                                  | Eksorcisten • The Strange One • Girl of the Night • The Mugger |
| Marts   | 7    | Kenny Ball           | 82    | Engelsk                    | Skuespiller                                  | Live It Up! • It's Trad, Dad! |
| Marts   | 7    | Sybil Christopher    | 83    | Walisisk-amerikansk        | Skuespillerinde                              | The Last Days of Dolwyn • Kitty |
| Marts   | 7    | Damiano Damiani      | 90    | Italiensk                  | Instruktør                                   | Amityville II: The Possession • The Devil Is a Woman |
| Marts   | 7    | Willy Switkes        | 83    | Amerikansk                 | Skuespiller                                  | Tootsie • Playing for Keeps • Ghostbusters II • Taxi Driver • Bananas • The French Connection • An Unmarried Woman • The Arrangement |
| Marts   | 13   | Malachi Throne       | 84    | Amerikansk                 | Skuespiller                                  | Catch Me If You Can • Beau Geste • The Greatest • Stunts |
| Marts   | 14   | Edward Bland         | 86    | Amerikansk                 | Komponist, instruktør                        | Cry of Jazz • A Soldier's Story • Ganja & Hess |
| Marts   | 14   | Subas Herrero        | 69    | Filippinsk                 | Skuespiller                                  | Delta Force 2: The Colombian Connection • Black Mama White Mama • Bamboo Gods and Iron Men • The Big Bird Cage • Enter the Ninja • Too Hot to Handle • Supercock • Savage Sisters |
| Marts   | 15   | Terry Lightfoot      | 77    | Engelsk                    | Skuespiller, arrangør                        | Plenty • It's Trad, Dad! |
| Marts   | 15   | Leverne McDonnell    | 49    | Australsk                  | Skuespillerinde                              | The Interview • Four of a Kind • Oscar and Lucinda • Gross Misconduct |
| Marts   | 16   | Frank Thornton       | 92    | Engelsk                    | Skuespiller                                  | Are You Being Served? • The Three Musketeers • The Private Life of Sherlock Holmes • Gosford Park • Gonks Go Beat • Carry On Screaming! • The Magic Christian • A Funny Thing Happened on the Way to the Forum • The Bed-Sitting Room • Victim • The Assassination Bureau • The Dock Brief • The Bliss of Mrs. Blossom • Battle of the V-1 • The Rise and Rise of Michael Rimmer • Bless This House • Up the Chastity Belt • The Big Job • No Sex Please, We're British                                                                       |
| Marts   | 17   | Rosine Delamare      | 101   | Fransk                     | Kostumedesigner                              | The Madwoman of Chaillot • The Night of the Generals • The Day of the Jackal • Hello-Goodbye • The 25th Hour • The Roots of Heaven • A Little Romance • A Time for Loving |
| Marts   | 19   | Holger Juul Hansen   | 88    | Dansk                      | Skuespiller                                  | Soldaten og Jenny • Far til fire i byen • Kispus • Far til fire og onkel Sofus • Far til fire og ulveungerne • Charles' tante • Krybskytterne på Næsbygaard • Strømer • Kassen stemmer • Pas på ryggen, professor • Terror • Olsen-banden deruda' • Nyt legetøj • Olsen-bandens flugt over plankeværket • Olsen-banden over alle bjerge • Krummerne • En som Hodder |
| Marts   | 20   | Risë Stevens         | 99    | Amerikansk                 | Skuespillerinde, sangerinde                  | Going My Way • Journey Back to Oz • The Chocolate Soldier • Carnegie Hall |
| Marts   | 24   | Peter Duryea         | 74    | American                   | Skuespiller                                  | Lt. Robin Crusoe, U.S.N. • Catalina Caper • The Carpetbaggers • Taggart |
| Marts   | 26   | Don Payne            | 48    | Amerikansk                 | Manuskriptforfatter                          | Thor • Fantastic Four: Rise of the Silver Surfer • My Super Ex-Girlfriend • The Simpsons • Thor: The Dark World |
| Marts   | 27   | Fay Kanin            | 95    | Amerikansk                 | Manuskriptforfatter, skuespillerinde         | Goodbye, My Fancy • My Pal Gus • Rhapsody • The Opposite Sex • Teacher's Pet • The Right Approach • The Outrage • Sunday Punch • Blondie for Victory • Swordsman of Siena • Rich and Famous • A Double Life |